# Eamon
《Eamon》，有时称作长标题《The Wonderful World of Eamon》（Eamon的奇妙世界），是唐纳德·布朗创作的1980年Apple II角色扮演冒险游戏。游戏是类似早期《探险》（1976）和《魔域》（1980）的文字冒险游戏，并融入其他互动式小说没有的角色扮演元素。《Eamon》软件是非商业的，可以在公有领域自由使用。

## 概述
Eamon 将玩家塑造成一个随心所欲的奇幻冒险家，他面对众多敌人进行的危险任务以赚取财富和经验。大本营是自由冒险家公会，这是 Eamon 神秘世界中的英雄协会，这是一个充满魔法并居住着奇怪生物的隐约像中世纪的地方。大多数冒险都发生在 Eamon 的地牢、城堡和森林中，但也有一些发生在其它世界或不同时代。 Eamon 的创造者唐纳德·布朗将 Eamon 描述为“一个位于另一个星系中心的世界——不是围绕任何一颗恒星旋转，而是所有的恒星都围绕它旋转！那些巨大的物体对 Eamon 的世界产生了奇怪的影响，光线弯曲、引力、时间，甚至是自然法则本身！”
尽管受到龙与地下城和指环王等奇幻环境的影响，Eamon 通常会避免特别严肃或复杂的故事、情境或其它游戏元素，而是通过快速游戏和玩笑来营造一种引人入胜、亲切的氛围。由范围广泛的作者创作的个人冒险从巧妙到野蛮各不相同。